# 卡尔-弗里德里希·冯·朗根
卡尔-弗里德里希·冯·朗根（德語：Carl-Friedrich von Langen，1887年7月25日—1934年8月2日），德国男子马术运动员。他曾代表德国参加1928年夏季奥林匹克运动会马术比赛，获得个人盛装舞步赛和团体盛装舞步赛金牌。